# Bernard Benson
Pour les articles homonymes, voir Benson.
Bernard Benson, né à Southwold en Grande-Bretagne le 28 janvier 1922 et mort à Vergèze le 15 mai 1996 est un scientifique de réputation mondiale. D'abord engagé dans l'industrie de l'armement, il deviendra un ardent défenseur de la paix, et l'auteur d'ouvrages qui prônent un développement plus harmonieux du monde.  
À la suite de la publication de son ouvrage Le Livre de la Paix, il est reçu par de nombreux chefs d'État, dont le président égyptien Anouar El Sadate et le pape Jean-Paul II. 

## Biographie
Bernard Benson est né en Grande-Bretagne d'un père britannique et d'une mère française.  

### De l'inventeur d'armements...
Durant la Deuxième guerre mondiale, il est pilote de combat dans la RAF et il travaille plus tard sur un projet de missile britannique. En 1946, il émigre aux États-Unis, où il s'engage pour la Douglas Aircraft Company, toujours dans le développement de missiles et de système de torpilles. Au début des années 1950, il fonde une société qui conçoit des systèmes utilisés pour fournir des entrées et sorties de données aux premiers ordinateurs, et il crée par ailleurs plusieurs autres sociétés. 

### ...À l'inventeur de la paix
En 1959, devenu riche, il se retire des affaires pour s'intéresser à la sagesse. Il se rend au Tibet et devient bouddhiste et décide de se consacrer à la paix. Méfiant envers certains développement de l'informatique qu'il pressent, il est un des premiers, en 1961 à mettre en garde contre les risques que les ordinateurs pourraient faire peser sur la vie privée. Il voit  le danger qu'un jour, les données digitales mettent les individus à la merci « de ceux qui ou de cela qui contrôle la machine ».
Dans les années 1960, il s'installe en France avec sa première femme et leurs sept enfants, et il achète le château de Chaban à Saint-Léon-sur-Vézère. Par la suite, il épousera Maryse Lheureux, une amie de sa fille aînée, avec qui il aura trois autres enfants. À partir de 1965 il est partenaire de Pierre et Agnès Rouzier pour la reconstruction et vente de maisons anciennes. 
Il commence alors à écrire des livres pour enfants, basés sur la philosophie d'un groupe de moines tibétains qui partagent sa propriété. Benson s'efforce de rendre leur philosophie facilement compréhensible pour les jeunes et les moins jeunes. Il écrit aussi d'autres livres, comme The Minstrel, Le livre de la paix ou encore Alice au pays de l'oseille. Tous ses ouvrages seront imprimés dans une police manuscrite et accompagnés d'illustrations de sa plume. Il cherche à rencontrer les chefs d'État pour leur remettre son Livre de la paix, et sera reçu, entre autres, par le Pape Jean-Paul II. 
En 1975, lors de la visite en France du 16e karmapa, Rangjung Rigpe Dorje, il propose de donner aux lamas tibétains qui l'accompagnent un terrain qu'il possède dans cette même localité. Ils y fonderont, en 1976, le centre Dhagpo Kagyu Ling. 
En 1981, à la suite du succès de son Livre de la Paix, B. Benson crée, avec de nombreux bénévoles, l'Association internationale du Livre de la Paix dont le siège est d'abord à Paris, avant d'être déplacé à Bruxelles. 
En 1982, il est reçu en audience par le dalaï-lama en visite à Toulouse. 
À la fin des années 1980, il quitte la Dordogne et part s'installer à Nice. Il décède le 15 mai 1996.

## Œuvres
- The Minstrel in Homage to Elvis Presley, Pema Chö Ling Foundation, 1977.
- Le Livre de la paix, traduction de Christian Bruyat, Fayard, 1980.
- Le Chemin du bonheur, Fayard, 1981.
- Paix ou guerre : que puis-je faire pour la paix ?, Association du livre de la paix, 1981.
- Le Nouveau Chemin du bonheur, Fayard, 1982.
- Le Livre de la vie, Faloci, 1984.
- Alice au pays de l'oseille : vers un monde nouveau, éditions Albin Michel, 1989.